# László Géza
László Géza (eredeti nevén Löwinger Géza) (Rácszentmiklós, 1886. március 14. – Budapest, 1955. november 12.) énektanár, eredetileg ügyvéd volt. Sok nagy magyar operaénekest indított el pályáján. Felesége Haselbeck Olga, az Operaház ünnepelt mezzoszopránja volt.

## Élete
Szülei Löwinger Lajos gazdatiszt és Blau Margit voltak. Pusztán nőtt fel, majd a gimnáziumi tanulmányokra Budapestre került. Itt Kacsóh Pongrác volt tanára, első zenei képzését is tőle kapta és Kacsóh korai haláláig igen jó barátságban maradtak. Párhuzamosan végezte a jogi egyetemet és 1906 és 1908 között a Zeneakadémiát, ahol Georg Anthes tanítványa volt. Berlinben és Milánóban folytatta az énektanulmányait, de az első világháború kitörésekor haza kellett térnie. 1914. július 7-én Budapesten, az Erzsébetvárosban kötött házasságot Haselbeck Olgával. Ügyvédként működött a Tanácsköztársaság kitöréséig. A két háború közötti időszakban és a felszabadulás után már kizárólag énektanárként dolgozott.

## Neves tanítványai
- Ágoston Edith
- Anday Piroska
- Bodó Erzsi
- Farkas Sándor
- Halász Gitta
- Házy Erzsébet
- Komlóssy Erzsébet
- Németh Mária
- Palló Imre dr.
- Radnai György
- Rősler Endre
- Székely Mihály
- Tamássy Éva
- Varga Magda